# Elecciones presidenciales de Zimbabue de 2008
Zimbabue tuvo unas elecciones presidenciales y parlamentarias el 29 de marzo de 2008. Los tres candidatos más importantes fueron el actual presidente Robert Mugabe de la Unión Nacional Africana de Zimbabue-Frente Patriótico (ZANU-PF), Morgan Tsvangirai del Movimiento por el Cambio Democrático (MDC) y Simba Makoni, un independiente. Como ningún candidato recibió una mayoría absoluta en la primera vuelta, se llevó a cabo una segunda vuelta el 27 de junio de 2008 entre Tsvangirai (con el 47.9% de los votos en la primera vuelta) y Mugabe (43.2%). Tsvangirai se retiró de la segunda vuelta una semana antes de la fecha en que estaba programada que tuviera lugar, argumentando violencia contra sus partidarios. La segunda vuelta siguió su curso, a pesar de las fuertes críticas, y llevó a Mugabe a la victoria.
Debido a la nefasta situación económica de Zimbabue, se esperaba que la elección fuera el mayor desafío electoral para el presidente Mugabe hasta la fecha. Los oponentes de Mugabe fueron críticos respecto al manejo del proceso electoral y el gobierno fue acusado de planear un fraude electoral. En este sentido, Human Rights Watch sostuvo que era muy probable que las elecciones fueran "profundamente defectuosas". Después de la primera vuelta, pero antes de que el conteo fuera completado, José Marcos Barrica, el jefe de la misión de observadores de la Comunidad de Desarrollo de África Austral, describió la elección como "una expresión pacífica y creíble de la voluntad del pueblo de Zimbabue". No se anunciaron resultados oficiales por más de un mes después de la primera vuelta. La falta de publicación de los resultados fue fuertemente criticada por el MDC que trató infructuosamente de obtener una orden de la Corte Superior que forzara su publicación. Una proyección independiente ubicó a Tsvangirai como ganador, pero sin la mayoría necesaria para evitar una segunda vuelta. El MDC declaró que Tsvangirai ganó una estrecha mayoría en la primera vuelta y, en un inicio, se negó a participar en una segunda vuelta. ZANU-PF había sostenido que Mugabe participaría en una segunda vuelta; pero alegó que algunos oficiales electorales, en conexión con el MDC, redujeron fraudulentamente los votos de Mugabe y como resultado se llevó a cabo otro recuento.
Tras la verificación de los resultados, la Comisión Electoral de Zimbabue (ZEC) anunció el 2 de mayo que Tsvangirai ganó con un 47.9% contra el 43.2% de Mugabe, por lo que era necesario un balotaje, mismo que tendría lugar el 27 de junio de 2008. A pesar de los continuos reclamos de Tsvangirai de haber ganado una mayoría en la primera vuelta, decidió participar en la segunda vuelta. El periodo que siguió a la primera vuelta estuvo marcado por una gran violencia política. Tanto el ZANU-PF como el MDC culpaban a los partidarios del otro bando de perpetrar esta violencia; los gobiernos y prominentes organizaciones occidentales culparon al ZANU-PF por la violencia. El 22 de junio de 2008, Tsvangirai anunció que se retiraba de la segunda vuelta, describiendo como una "violenta farsa" y afirmando que sus partidarios se arriesgaban a ser asesinados si votaban por él. A pesar de ello, la segunda vuelta se realizó tal y como estaba planeado con Mugabe como el único candidato activamente participante, aunque el nombre de Tsvangirai se mantuvo en la papeleta de votación. Mugabe ganó la segunda vuelta con un margen abrumador y fue ungido por un nuevo término como presidente el 29 de junio.
La reacción internacional con respecto a la segunda vuelta varió. Los Estados Unidos y los estados de la Unión Europea demandaron el incremento de sanciones. El 11 de julio, el Consejo de Seguridad de Naciones Unidas consideró imponer sanciones sobre Zimbabue, pero estas fueron vetadas por Rusia y China. La Unión Africana hizo un llamado para lograr un "gobierno de unidad nacional".

## Antecedentes

### Propuesta y anuncio (2006 – enero de 2008)
A fines de 2006, se propuso un plan que hubiera retrasado la elección hasta 2010, al mismo tiempo que la siguiente elección parlamentaria, el cual se dijo era una medida de ahorro. Este plan habría alargado el término del Presidente Mugabe por dos años; sin embargo, hubo una supuesta disensión al interior del partido gobernante ZANU-PF con respecto a la propuesta y esta nunca fue aprobada. 
En marzo de 2007, Mugabe dijo que pensaba que la sensación en el partido favorecían que la elección presidencial tuviera lugar en 2008 y que, en su lugar, se desplazaran las elecciones parlamentarias por dos años. También dijo que estaría dispuesto a presentarse para un nuevo mandato en caso de ser elegido por el partido. El 30 de marzo de 2007 se anunció que el Comité Central del ZANU-PF había escogido a Mugabe como el candidato del partido para otro mandato en 2008, que los mandatos presidenciales serían reducidos a cinco en lugar de seis años y que las elecciones parlamentarias también tendrían lugar en 2008. Más tarde, se filtró información de la misma reunión del ZANU-PF, según la cual se habría adoptado la posición de convertir a Mugabe en un presidente vitalicio.
En 2006, el presidente del ZANU-PF John Nkomo fue uno de los primeros en anunciaron que estaría dispuesto a presentarse a las elecciones por el ZANU-PF si Mugabe escogía retirarse. Abel Muzorewa, el único primer ministro de Zimbabue Rodesia, sugirió el 21 de junio de 2007 que él podría ser candidato presidencial si el pueblo lo urgía a hacerlo.
Mugabe fue elegido por aclamación como el candidato presidencial del ZANU-PF por delegados en un congreso partidario realizado en diciembre de 2007. John Nkomo afirmó que "no escuchó ninguna voz disidente" y que el congreso había apoyado a Mugaba "completamente y sin reservas".
El 25 de enero de 2008 se anunció que la fecha de la elección sería el 29 de marzo. Un vocero de la facción del MDC liderada por Morgan Tsvangirai denunció esto como "un acto de locura y arrogancia", mientras que el líder de la otra facción del MDC, Arthur Mutambara, dijo que una elección libre y justa no podía tener lugar bajo las condiciones existentes y demandaba que una nueva constitución fuera adoptada antes de la elección. Las negociaciones entre el MDC y el ZANU-PF colapsaron tras el anuncio de la fecha de las elecciones: el MDC había querido que el diálogo afectara las elecciones, mientras que el ZANU-Pf quería celebrar las elecciones en el plazo previsto para marzo y que cualquier cambio acordado en las conversaciones tuviera efecto solo después.

### Candidaturas (febrero de 2008)
Las negociaciones para unificar las dos facciones del MDC en apoyo de la candidatura de Tsvangirai, el líder de la facción principal, fracasaron el 3 de febrero de 2008. Mutambara se disculpó con el pueblo por este fracaso, mientras Tsvangirai sostuvo que la unidad no podía ser impuesta por la fuerza. Los analistas consideraron que el fracaso de unificación de la oposición significaba convertir la reelección de Mugabe en casi una certitud, aunque Tsvangirai, al expresar su pesar, dijo que creía que la oposición todavía tenía "una oportunidad" de victoria.
Simba Makoni, un exministro de Finanzas que era un miembro prominente del ZANU-PF, anunció formalmente el 5 de febrero de 2008 que sería un candidato, postulándose como independiente. Joseph Chinotimba de la Asociación de Veteranos de la Guerra de Liberación Nacional de Zimbabue amenazó a Makoni, mientras que el ZANU-PF declaró que Makoni sería expulsado del partido, junto con todo aquel que lo apoyara. El 11 de febrero, Tsvangirai confirmó que sería candidato de su facción del MDC para las elecciones de marzo, terminando con las especulaciones de que podría aunarse tras la candidatura de Makoni. Aunque Tsvangirai afirmó que Makoni era un patriota; por otra parte, fue sumamente crítico con respecto a que Markoni había "formado parte de la clase dirigente por los últimos 30 años" y, por tanto, compartía responsabilidad con Mugabe por la situación de Zimbabue. Además, Tsvangirai expresó su opinión de que Makoni intentaba puramente "reformar una dictadura institucionalizada" y que era un "vino viejo en una botella nueva".
El 15 de febrero de 2008, Mugabe Tsvangirai y Makoni llenaron sus documentos de nominación y fueron confirmados como candidatos por Ignatius Mushangwe, el oficial que presidía la Comisión Electoral. Los documentos de Mugabe fueron presentados por Emmerson Mnangagwa, mientras que los de Tsvangirai lo fueron por Nelson Chamisa; Makoni entregó su documentación en persona. También fue confirmado un cuarto candidato, Langton Towungana, quien postulaba como independiente. William Gwata del Partido Demócrata Cristiano intentó postularse, pero sus documentos fueron rechazados debido a que se consideró que no cumplían con los requisitos; mientras que Daniel Shumba, exmiembro del ZANU-PF, se presentó muy tarde para entregar sus documentos. Justine Chiota del Partido Popular de Zimbabue también intentó postularse, pero la Comisión Electoral rechazó sus documentos de nominación. Mutambara anunció el mismo día que no postularía como presidente y que, en su lugar, apoyaría a Makoni mientras participaba en las elecciones parlamentarias en Zengeza Occidental. No obstante, Makoni hizo hincapié en que estaba postulando solo y no "en alianza con alguien".
Mugabe se refirió por primera vez a la candidatura de Makoni el 21 de febrero, al denominar "absolutamente desgraciada", comparando a Makoni con una prostituta y diciendo que Makoni tenía una actitud arrogante. En esa misma ocasión, Mugabe dijo que no se permitiría a los países occidentales enviar observadores para las elecciones. También el 21 de febrero, las facciones del MDC sostuvieron que el diálogo con el ZANU-PF, que colapsó después del anuncio de la fecha de las elecciones en enero, había fracasado. Las facciones afirmaron que el resultado de las elecciones no sería legítimo.

## Normas electorales y arreglos
Tras el cambio de la Ley Electoral de 2005, esta fue la primera elección presidencial en la cual el ganador debía obtener una mayoría de votos, con una segunda vuelta dentro de los siguientes 21 días, de ser necesario, a diferencia del sistema previo de escrutinio uninominal mayoritario. Esta normativa podía ser interpretada como 21 días después del anuncio de los resultados, en lugar de 21 días después de que la primera vuelta tuviera lugar.
Había aproximadamente 5,9 millones de votantes registrados y alrededor de 11.000 lugares de votación, comparado con alrededor de 4.000 lugares de votación colocados para la elección parlamentaria de 2005. La red de apoyo de la elección de Zimbabue sostuvo que había insuficientes lugares de votación en las zonas urbanas, donde la oposición era considerablemente más fuerte, mientras que la disponibilidad mejoraba en las zonas rurales, donde el ZANU-PF era considerado más fuerte. Según la Comisión Electoral, se planeaba desplegar 107.690 oficiales electorales para supervisar las elecciones.
La notificación de feriados públicos y prohibición de negocios de 2008 publicado el 17 de marzo declaraba el 29 de marzo como feriado público. Esto fue acompañado por los Poderes Presidenciales (medidas temporales) o Enmienda de la Ley Electoral (n.º 2) que permitía a la policía entrar a los lugares de votación. Esta nueva norma terminó con la anterior reglamentación puesta en vigor en 2007 como resultado de las negociaciones entre el ZANU-PF y el MDC que requerían que la policía se mantuviera a 100 metros de los centros de votación. Las regulaciones enmendaron las secciones 59 y 60 de la Ley Electoral y proveyeron que los oficiales electorales y de la policía asistieran a los votantes analfabetos (en el caso de la sección 59) y a los físicamente incapacitados (en el caso de la sección 60). El cambio fue criticado por Tsvangirai y por Makoni.
Otros cambios acordados en las conversaciones entre el ZANU-PF y el MDC incluyeron la publicación de los resultados en el exterior de los centros de votación y la disposición de que, si la televisión estatal propagaba cualquier propaganda de algún candidato, también debía dar espacio a la propaganda de los otros candidatos. Las leyes de seguridad que podían utilizarse para evitar las concentraciones del MDC también se moderaron. Las nuevas leyes también estipularon que los resultados de las elecciones presidenciales solo podían ser anunciador por la Comisión Electoral de Zimbabue.

## Día de las elecciones
La votación comenzó a las 7 a. m. del 29 de marzo de 2008 y continuó por 12 horas, siendo cerrados los centros de votación a las 7 p. m., aunque se permitió que continuaran votando a los electores que todavía estaban formando cola. Se informó que la participación fue bajo y, según la policía, la votación fue en su mayor parte tranquila y pacífica, aunque la casa de un candidato parlamentario del ZANU-PF en Bulawayo fue bombardeada.
Mugabe, quien votó en Harare, dijo: "No tenemos la costumbre de hacer trampa. No amañamos las elecciones." Según Mugabe, su consciencia no lo dejaría dormir de noche si tratara de amañar la elección. Tsvangirai también votó en Harare y dijo que estaba seguro de su victoria "a pesar del intento del régimen de subvertir la voluntad del pueblo". Asimismo, sostuvo que la elección no podía ser considerada libre y justa inclusa si el MDC ganaba. Por su parte, Makoni predijo que ganaría con un puntaje más alto que el 72% que había previsto anteriormente.
El MDC dijo que las papeletas de votación se agotaron en un centro de votación en la circunscripción de Mt Dzuma y en los distritos 29 y 30 de la circunscripción Sur (ambas circunscripciones en Manicaland). También alegó que la tinta indeleble utilizada para la votación podía ser removida con detergente. Biti sostuvo que no existía "absolutamente ninguna duda de que hemos ganado esta elección."
Algunos zimbabuenses residentes en el Reino Unido, Nueva Zelandia, Australia y Sudáfrica protestaron y realizaron una votación simulada en respuesta a su exclusión de las elecciones.

### Irregularidades en los padrones electorales
La Comisión Electoral de Zimbabue (ZEC) admitió el 28 de marzo que los padrones electorales que serían usados en las elecciones "estaba en caos" después de que la oposición había descubierto 8.000 votantes que, de acuerdo al padrón electoral, eran "residentes normalmente" en una calle que no tenía viviendas y en una choza se había registrado a 75 votantes. Y esto era solamente en Hatcliffe.
Además, el ZEC supuestamente contravino la Ley Electoral al fracasar en poner a disposición del MDC una copia del padrón electoral.